# Atlante (voilier)
Pour les articles homonymes, voir Atlante.
L'Atlante est un voilier conçu par l'architecte Georges Auzepy-Brenneur et construit par les chantiers Mallard puis Archambault de 1965 à 1977, construit en 254 exemplaires.

## Historique
Ces voiliers sont construits initialement par les chantiers Mallard, puis la construction est poursuivie par les chantiers Archambault. Les Wilantes fabriqués par Wirz sur le lac de Constance ont la coque de l'Atlante mais un pont en bois.
Il s'agit d'un monocoque habitable, lesté en polyester monolithique. Son déplacement lège est de 2 400 kg. La masse de son lest est de 1 060 kg, ce qui représente un excellent rapport. Sa hauteur sous-barrot le rend confortable pour un bateau de cette époque. 
En ce qui concerne l'aménagement intérieur et extérieur, deux versions différentes étaient proposées (Standard et Luxe).

## Caractéristiques
- Chantier Mallard, Archambault
- 254 exemplaires construits de 1965 à 1977
- Matériau : polyester
- Architecte : Georges Auzépy-Brenneur
- Longueur : 8,47 m
- Longueur à la flottaison : 6,40 m
- Largeur : 2,47 m
- Tirant d’eau : 1,30 m ou 1,60 m
- Hauteur sous barrots : 1,74 m
- Poids lège : 2,6 t
- Lest : 1,2 t
- Surface de voile : 34 m2
- Grand voile : 14,37 m2
- Génois : 21,40 m2
- Catégorie : 2e
- Moteur : IB
- Groupe HN : 11